# Вівсянка японська
Вівсянка японська (Emberiza sulphurata) — вид горобцеподібних птахів родини вівсянкових (Emberizidae).

## Поширення
Ендемік Японії. Гніздиться переважно на найбільшому острові Хонсю, але також може розмножуватися на Кюсю, а в минулому розводився на Хоккайдо. Зустрічається в лісах та лісових масивах на висоті від 600 до 1500 метрів над рівнем моря, переважно в центральній та північній частинах Хонсю. На зимівлю мігрує до Філіппін, Тайваню, Гонконгу та південно-східного Китаю, зрідка зимує на півдні Японії.

## Опис
Дрібний птах завдовжки 14 см. Самець зверху сіро-зелений з чорними прожилками на спині. Нижні частини жовто-зелені з прожилками на боках. Він має чорний лоб, вузьке чорне підборіддя і біле зовнішнє пір'я хвоста. На крилі є дві смуги, утворені блідими кінчиками пер. Він має конічний сірий дзьоб, рожево-коричневі ноги і карі очі. Самиця схожа на самця, але блідіша без чорного кольору на голові та підборідді.

## Спосіб життя
Трапляється у чагарникових заростях. Сезон розмноження триває з середини травня до початку липня. Відкладає від трьох до п'яти яєць у гнізді на дереві чи кущі. Раціон складається з насіння, але пташенят годує комахами.